# Cantonul Basel-Provincie
Cantonul Basel-Provincie (în germană: Basel-Landschaftⓘ; în germana elvețiană: Basel-Land/Baselbiet; în franceză: Bâle-Campagne) este unul din cele 26 de cantoane ale Elvetiei. Capitala este Liestal. Se mărginește cu cantoanele Basel-Oraș, Solothurn, Jura și Argovia, cu Franța și cu landul german Baden-Württemberg.

## Istorie
Basel-Provincie a format împreună cu Basel-Oraș cantonul istoric Basel, până la separarea lor în urma răscoalei din 1833 (Bătălia de la Hülftenschanz din apropiere de Frenkendorf).
În perioada romană. zona Basel a reprezentat un centru pentru activitățile romane. Ruine bine păstrate se găsesc la situl Augusta Raurica. În jurul anului 200, aproximativ 20.000 de oameni locuiau în acest oraș, care astăzi a devenit mult mai micul oraș Augst. Ruinele sunt expuse într-un muzeu în aer liber, care atrage peste 140.000 de vizitatori anual, mulți dintre ei elevi din alte părți ale Elveției. Aici se află, printre altele, cel mai bine păstrat amfiteatru aflat la nord de Alpi, precum și o vilă romană reconstruită.
Teritoriul cantonului Basel-Provincie e format în principal din teritoriile achiziționate de orașul Basel. Până la sfârșitul secolului al XVI-lea, cea mai mare parte a cantonului ținea de oraș, însă după vizita lui Napoleon în 1798, provincia a ajuns egala orașului. Din punct de vedere economic însă, provincia a rămas dependentă de oraș, cel mai probabil din cauza nivelului scăzut al educației din zonele agricole din acea perioadă. Până astăzi, orașul Basel a rămas centrul cultural și economic al ambelor cantoane Basel.
După 1830 au avut loc certuri politice în cantonul Basel, o parte dintre ele legate de drepturile populației din zonele agricole. Acestea au dus la separarea cantonului Basel-Provincie de orașul Basel, la 26 august, 1833.
Încă de la separare a existat o mișcare de unificare, care a luat avânt după 1900, odată cu industrializarea unor regiuni din Basel-Provincie. Cele două cantoane au căzut de acord în principiu pentru unificare, însă în 1969, populația din Basel-Provincie a optat pentru păstrarea independenței în cadrul unui referendum. Se crede că diferențele economice tot mai mici sunt motivul principal pentru care populația și-a schimbat atitudinea.
Votul celor din Basel-Provincie nu a reprezentat sfârșitul relațiilor strânse dintre cele două cantoane, care au semnat mai multe înțelegeri de cooperare, cum ar fi contribuția cantonului Basel-Provincie la Universitatea Basel, începând cu 1976.

## Geografie
Cantonul se află în nordul Elveției. Munții Jura traversează cantonul, care este drenat de râurile Ergolz și Birs.

## Economie
Principalele produse agricole sunt fructele, produsele lactate și creșterea vitelor. Industriile cele mai importante sunt textilă, metalurgică și chimică.
Cantonul Basel-Provincie face parte din centrul economic din jurul orașului Basel, care include părți din Franța și Germania, precum și ambele cantoane Basel. Începând cu anii 1960, au fost încheiate acorduri pentru a întări legăturile în cadrul așa-numitei Regio Basiliensis. Această cooperare economică este adesea considerată ca fiind cea mai intensivă din Europa.

## Demografie
Populația este predominant vorbitoare de germană. Creștinismul protestant este religia majorității locuitorilor.